# Chechakhata
Chechakhata là một thị trấn thống kê (census town) của quận Jalpaiguri thuộc bang Tây Bengal, Ấn Độ.

## Nhân khẩu
Theo điều tra dân số năm 2001 của Ấn Độ, Chechakhata có dân số 6847 người. Phái nam chiếm 54% tổng số dân và phái nữ chiếm 46%. Chechakhata có tỷ lệ 84% biết đọc biết viết, cao hơn tỷ lệ trung bình toàn quốc là 59,5%: tỷ lệ cho phái nam là 88%, và tỷ lệ cho phái nữ là 79%. Tại Chechakhata, 8% dân số nhỏ hơn 6 tuổi.